# Apresentação de Queen no Live Aid
A apresentação do grupo Queen no festival Live Aid ocorreu no dia 13 de julho de 1985, no Wembley Stadium, em Londres durante 20 minutos. Foi a mais notável de todas as apresentações do festival, inclusive sendo eleita o melhor show ao vivo de rock da história da música, numa pesquisa realizada em 2005 pelo Channel 4, de Londres. De um modo geral, o desempenho da banda foi, e é até hoje, muito elogiado pelos críticos musicais.
O evento foi assistido por um público pagante de aproximadamente 74 mil pessoas no estádio e 1,9 bilhão de espectadores nas televisões de 72 países espalhados pelo mundo. Freddie Mercury, Brian May, John Deacon e Roger Taylor foram os únicos artistas a ensaiarem e se prepararem para o que seria o Live Aid, segundo Pete Smith, coordenador do evento. Uma semana antes do espetáculo, a banda ensaiou exaustivamente no Teatro Shaw.
O concerto também foi totalmente recriado para o filme Bohemian Rhapsody.

## Setlist
- Bohemian Rhapsody
- Radio Ga Ga
- Ay-Oh!
- Hammer to Fall
- Crazy Little Thing Called Love
- We Will Rock You
- We Are The Champions
- Is This the World We Created...?